# Регард
Дардан Алиу (на албански: Dardan Aliu), известен професионално като Диджей Регард, е косовско-албански диджей и продуцент. Алиу прави своя международен пробив през 2019 г. с ремикса си на сингъла на Джей Шон от 2008 г. Ride It, който му носи комерсиален успех в световен мащаб.

## Живот и кариера
Диджей Регард е роден като Дардан Алиу на 23 юли 1993 г. в албанско семейство в град Феризово, Косово.
Пуска хаус кавър на песента на Джей Шон Ride It, който получава 4,1 милиона гледания в „ТикТок“. Диджей Регард подписва с „Министри ъф Саунд“ и Ride It излиза като сингъл през юли 2019 г., оглавявайки класацията на Spotify Viral в САЩ. До края на август 2019 г. песента е стриймвана над 2,4 милиона пъти в САЩ и влиза в класацията на Billboard Hot Dance/Electronic Songs под номер 21. Сингълът е излъчен многократно и в Обединеното кралство, по BBC Radio 1, BBC Asian Network, Kiss FM и Hits Radio. В крайна сметка достига номер 1 в класацията за сингли на Ирландия, номер 2 в класацията за сингли на Обединеното кралство и номер 3 в Австралия. Ръководителят на музикалните партньорства в „ТикТок“ в Европа изтъква успеха на Диджей Регард като „страхотен пример за това как „ТикТок“ може да подкрепя артисти, като предоставя платформа за популяризиране на техните песни пред глобална аудитория“. Диджей Регард получава покана да изпълни сингъла в специалното новогодишно издание на BBC Top of the Pops с Джей Шон на 30 декември 2019 г.
Следващият сингъл на Диджей Регард, Secrets, съвместно с британския певец и автор на песни Рей, излиза на 23 април 2020 г. Сингълът достига топ 10 на UK Singles Chart и придобива сертифициран сребърен статус във Великобритания. Secrets достига върха в топ 20 на много европейски страни като Холандия, Белгия и Полша.

## Дискография

### Сингли
| No One Like You (със Скарлет Куин)            | 2016 |  |  |  |  |  |
| Love Yourself (със Скарлет Куин)              | 2018 |  |  |  |  |  |
| You're Mine                                   | 2018 |  |  |  |  |  |
| Sun Goes Down (с Дроп Джи и Евренджан Гюндюз) | 2018 |  |  |  |  |  |
| Dream (с Венета и Бруно Мота)                 | 2018 |  |  |  |  |  |
| Break My Heart (с Осман Алтун и Меган Кашат)  | 2019 |  |  |  |  |  |
| Time (с DJ Марлон)                            | 2019 |  |  |  |  |  |
| You Will Be My Queen (с Майкъл Шайнс)         | 2019 |  |  |  |  |  |
| Desert Love (с Йомер Бюкюлмезоглу)            | 2019 |  |  |  |  |  |
| Good Vibes (с ЛеПринс)                        | 2019 |  |  |  |  |  |
| Ride It                                       | 2019 |  |  |  |  |  |
| Secrets (с Рей)                               | 2020 |  |  |  |  |  |
| Say My Name (с Димитри Вегас & Лайк Майк])    | 2020 |  |  |  |  |  |
| You (с Трой Сиван и Тейт Макрей)              | 2021 |  |  |  |  |  |
| Signals (с Квабс)                             | 2021 |  |  |  |  |  |
| Hallucination (с Years & Years)               | 2022 |  |  |  |  |  |
| No Love for You (с Дроп Джи)                  | 2022 |  |  |  |  |  |
| New York (със Стив Аоки и Мейзи)              | 2023 |  |  |  |  |  |
| No Sleep (с Ела Хендерсън)                    | 2023 |  |  |  |  |  |
| Can't Stop Us                                 | 2024 |  |  |  |  |  |
| Stay Another Night (с Чийт Коудс)             | 2024 |  |  |  |  |  |
|                                               |      |  |  |  |  |  |

## Външни връзки
- Регард в
- Регард в Discogs
- Дискография на Регард в MusicBrainz

|  | Тази страница частично или изцяло представлява превод на страницата Regard (DJ) в Уикипедия на английски. Оригиналният текст, както и този превод, са защитени от Лиценза „Криейтив Комънс – Признание – Споделяне на споделеното“, а за съдържание, създадено преди юни 2009 година – от Лиценза за свободна документация на ГНУ. Прегледайте историята на редакциите на оригиналната страница, както и на преводната страница, за да видите списъка на съавторите. ВАЖНО: Този шаблон се отнася единствено до авторските права върху съдържанието на статията. Добавянето му не отменя изискването да се посочват конкретни източници на твърденията, които да бъдат благонадеждни. |